# Травнева
Травнéва — пасажирська зупинна залізнична платформа Гребінківського напряму Київської дирекції Південно-Західної залізниці. Розташована між станцією Бориспіль (відстань 9 км) та платформою Кучакове (відстань 3 км). Відстань до Києва — 45 км. Обслуговує с. Артемівка Бориспільського району.
Виникла в 1958 році. Лінію електрифіковано в 1972 році.